# Jan Augustini
Jan Augustini Degelenkamp (n. 1725, Groningen, Stad en Lande⁠(d), Provinciile Unite – d. 1773, Haarlem, Țările de Jos) a fost un pictor neerlandez din secolul al XVIII-lea.

## Biografie
Potrivit Institutului Olandez pentru Istoria Artei, a fost un pictor peisagist care a realizat decorațiuni mari pe perete, multe dintre ele fiind încă prezente în clădirile pentru care au fost realizate. A fost elev al lui Philip van Dijk la Haga. Și-a început cariera realizând tablouri floristice pentru botaniști și a contribuit la ierbarul Leiden hortulanus Jacobus Schuurmans Stekhoven. Elevii săi au fost fiul său Jacobus Luberti Augustini, Egbert van Drielst, Hermanus Numan, Gabriel van Rooyen și Hendrik Tavenier.